# Ignazio Marabitti

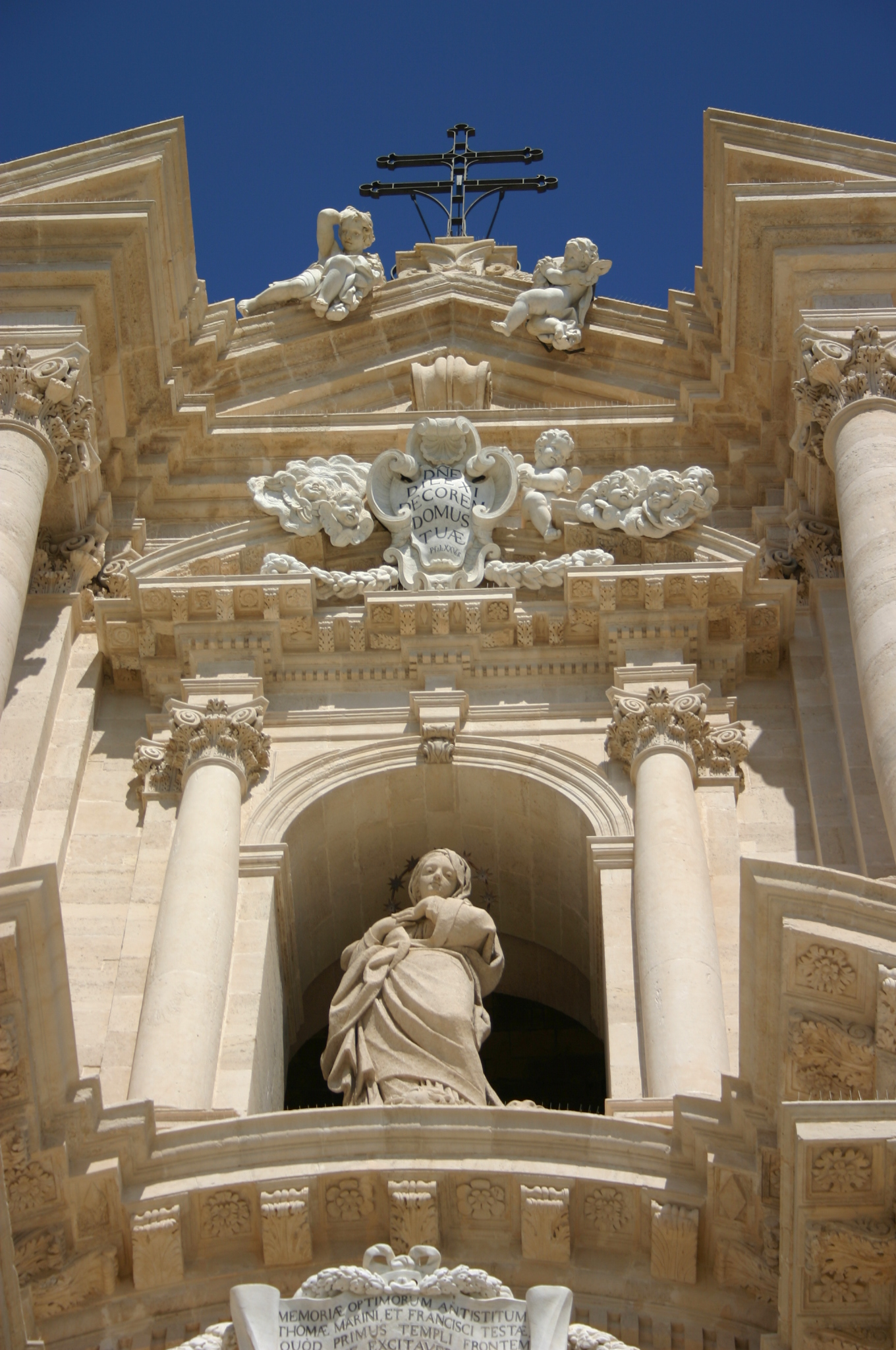
Vergine del Piliere, Duomo di Siracusa (1757).

Ignazio Francesco Marabitti (Palermo, 6 gennaio 1719 – Palermo, 10 gennaio 1797) è stato uno scultore italiano, considerato uno dei maggiori scultori siciliani e l'ultimo importante caposcuola di bottega a Palermo.

## Biografia

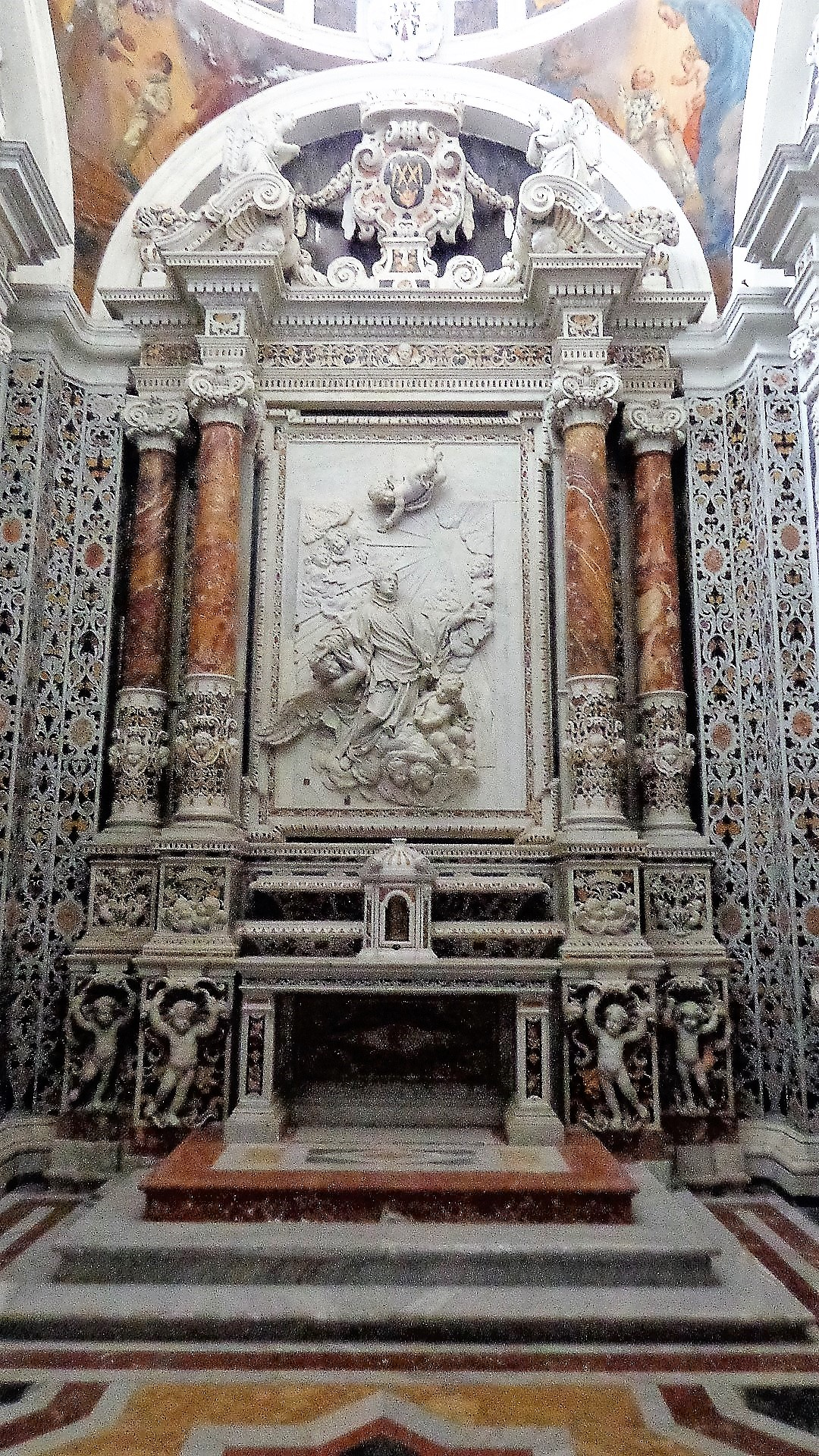
San Luigi Gonzaga, Chiesa del Gesù di Palermo.

Studiò a Roma presso la bottega di Filippo della Valle, principe dell'Accademia di San Luca. Incominciò a lavorare autonomamente a Siracusa.
A Palermo ebbe importanti commesse dal clero e dall'aristocrazia. Aveva molti allievi e la sua bottega era in piazza Sant'Onofrio.
Nel 1778 realizzò la Fontana di Villa Giulia, una delle otto rappresentazioni monumentali del Genio di Palermo.

## Opere

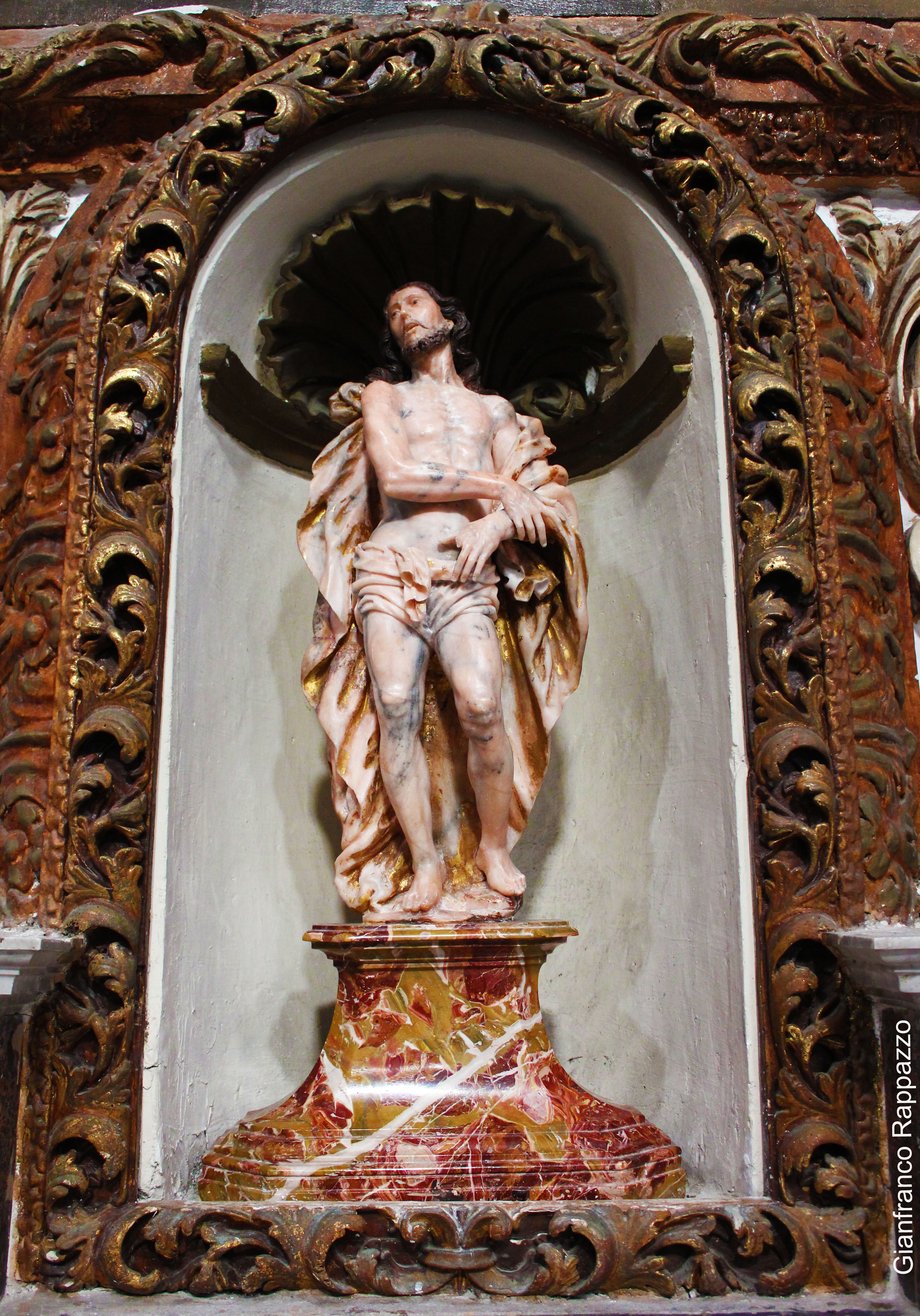
Statua Ecce Homo

.

### Provincia di Caltanissetta
- Chiesa di Sant'Agata al Collegio di Caltanissetta:
- XVIII secolo, Estasi di Sant'Ignazio, pala d'altare marmorea in altorilievo, opera presente nel cappellone eponimo.
- XVIII secolo, Portale, manufatto marmoreo posto a decorazione del varco d'accesso della facciata.
- XVIII secolo, Decorazioni, manufatti marmorei posti ad ornamento delle cappelle maggiori.

### Provincia di Catania
- 1749 - 1751, Apoteosi di Sant'Ignazio e le quattro parti del mondo, pala d'altare marmorea in altorilievo, opera presente nella chiesa di San Francesco Borgia del Collegio dei Gesuiti di Catania.
- 1788, Monumento di Vincenzo e Francesco Paternò Castello, duchi di Carcaci, opera custodita nel santuario della Madonna del Carmine di Catania.

### Provincia di Enna
- 1753, Mausoleo, monumento funebre di Alessandro Testa, opera custodita nella cattedrale di San Nicolò di Nicosia.

### Provincia di Messina
- 1767c., Sepolcro, manufatto marmoreo commissione per Gabriele Maria Di Blasi e Gambacorta † 1767, opera documentata nella basilica cattedrale protometropolitana della Santa Vergine Maria Assunta di Messina.[2]
- XVIII secolo, Pietà, medaglione marmoreo, opera presente sull'altare maggiore della cattedrale di Santa Lucia di Mistretta.
- 1771, Ecce Homo, statua in alabastro roseo su basamento in agata, opera custodita nella basilica concattedrale di Santa Maria Assunta di Santa Lucia del Mela.

### Provincia di Palermo

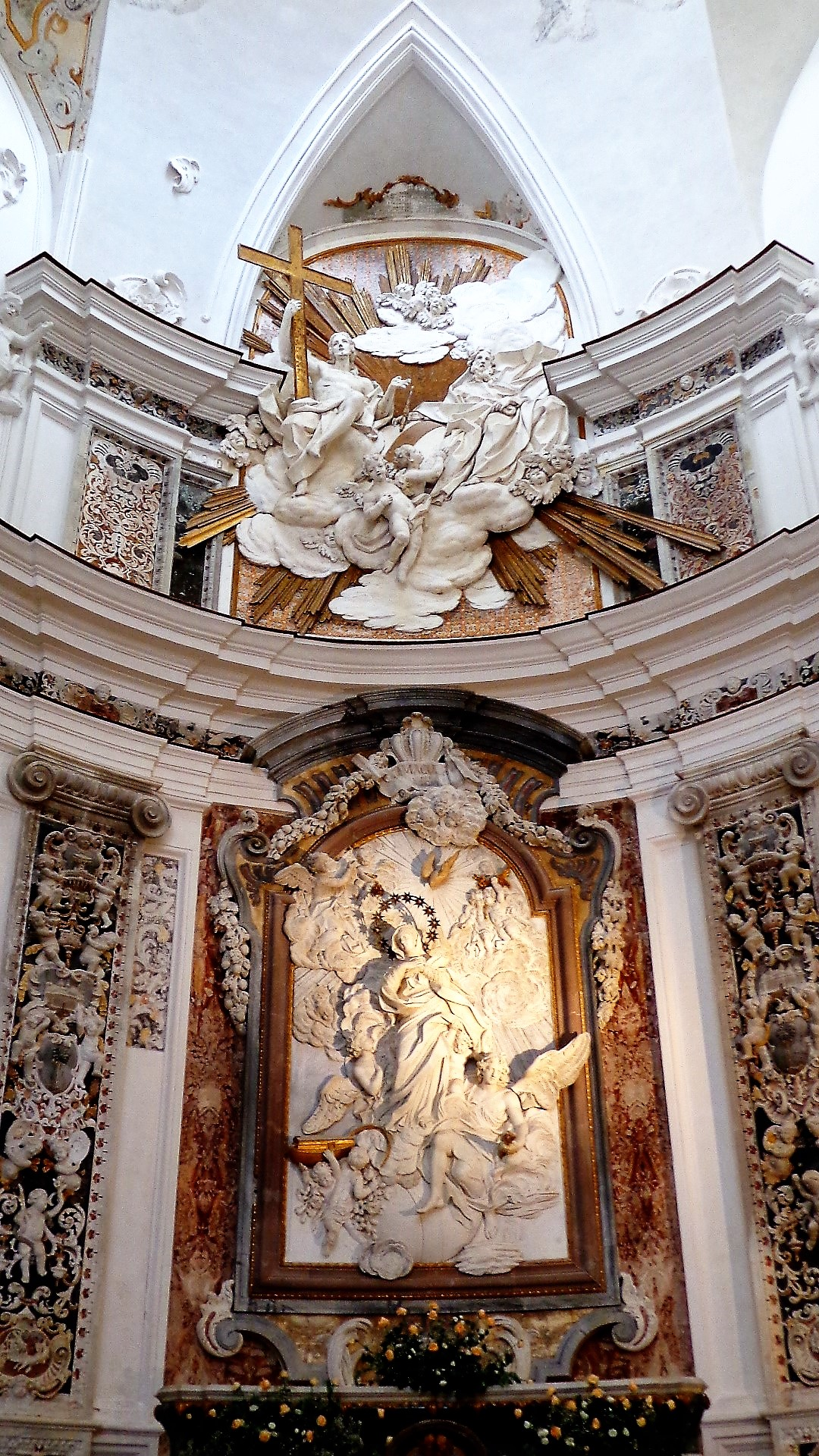
Immacolata Concezione, altorilievo, altare maggiore della chiesa del Collegio dei Gesuiti sotto il titolo dell'«Immacolata Concezione».

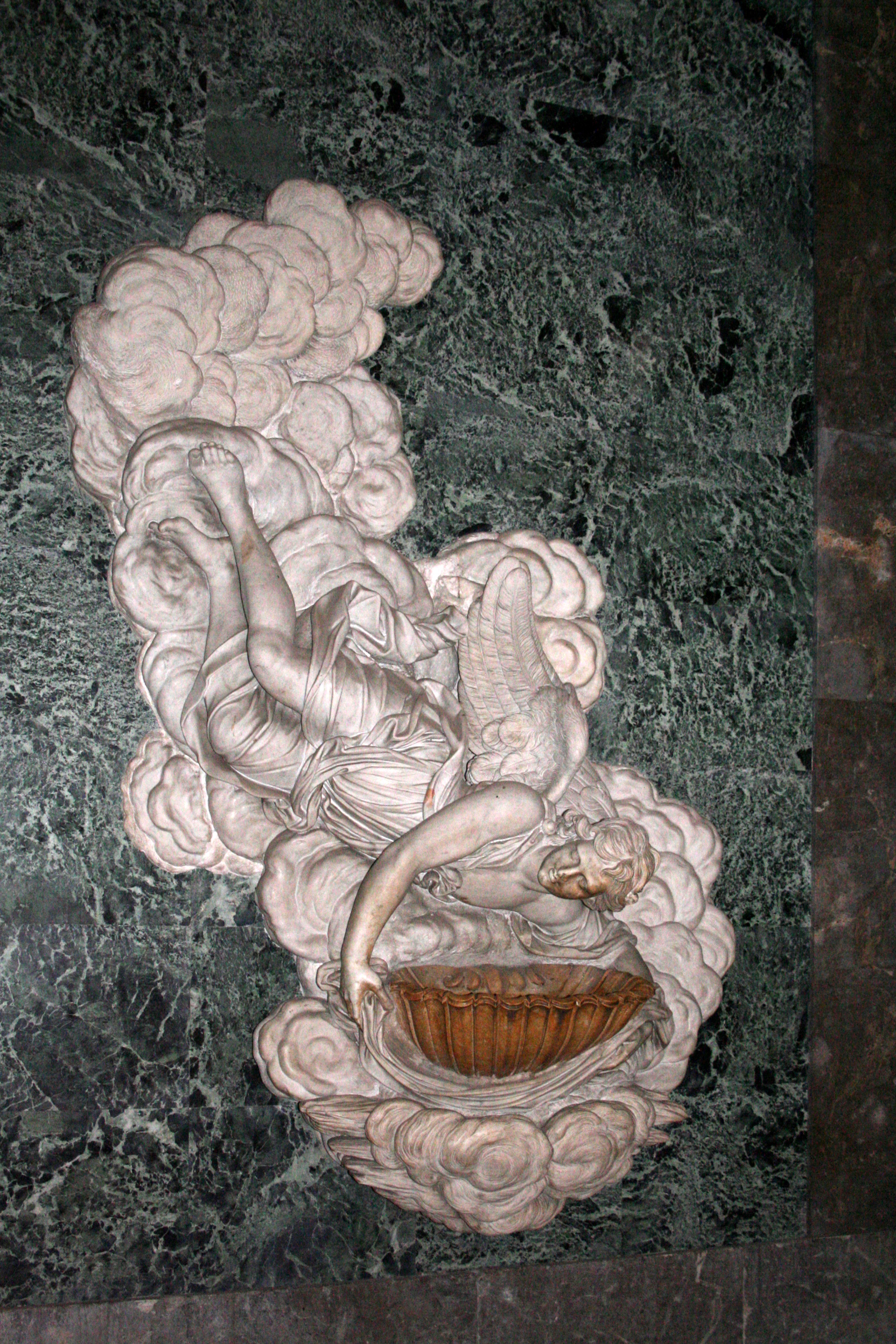
Acquasantiera, chiesa di San Giuseppe dei Teatini.

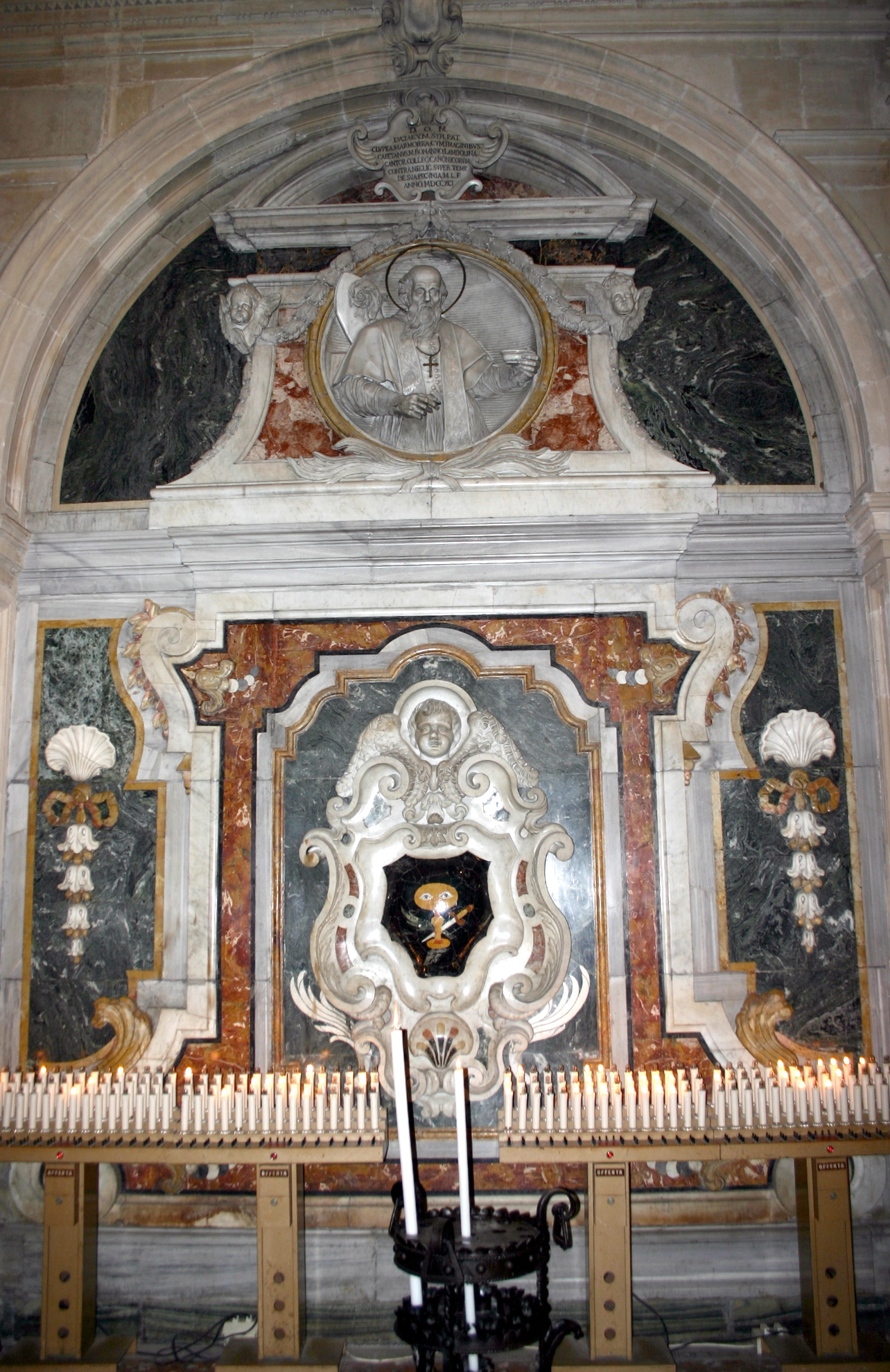
Cappella di Santa Lucia, Duomo di Siracusa.

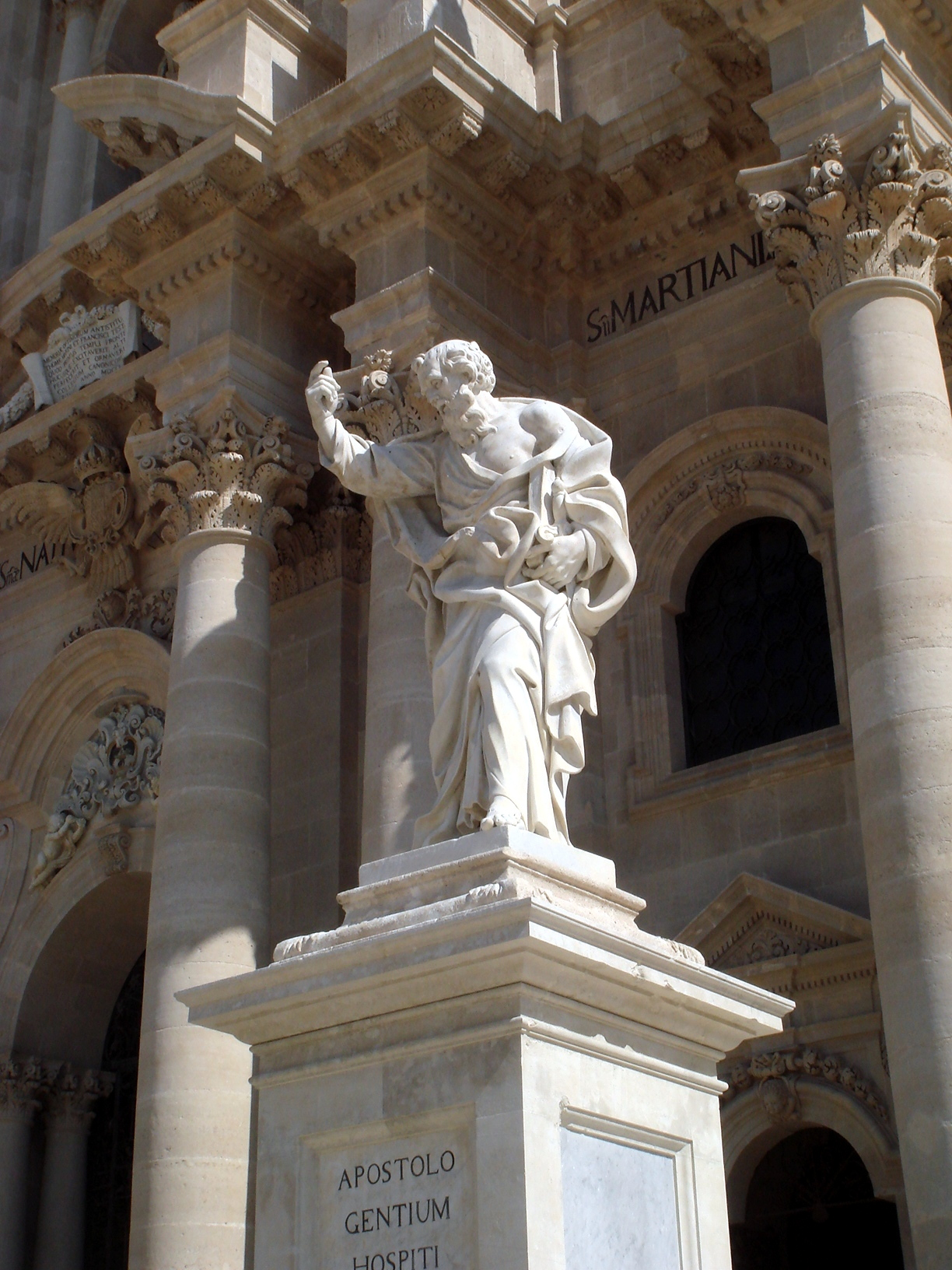
San Paolo Apostolo, Duomo di Siracusa.

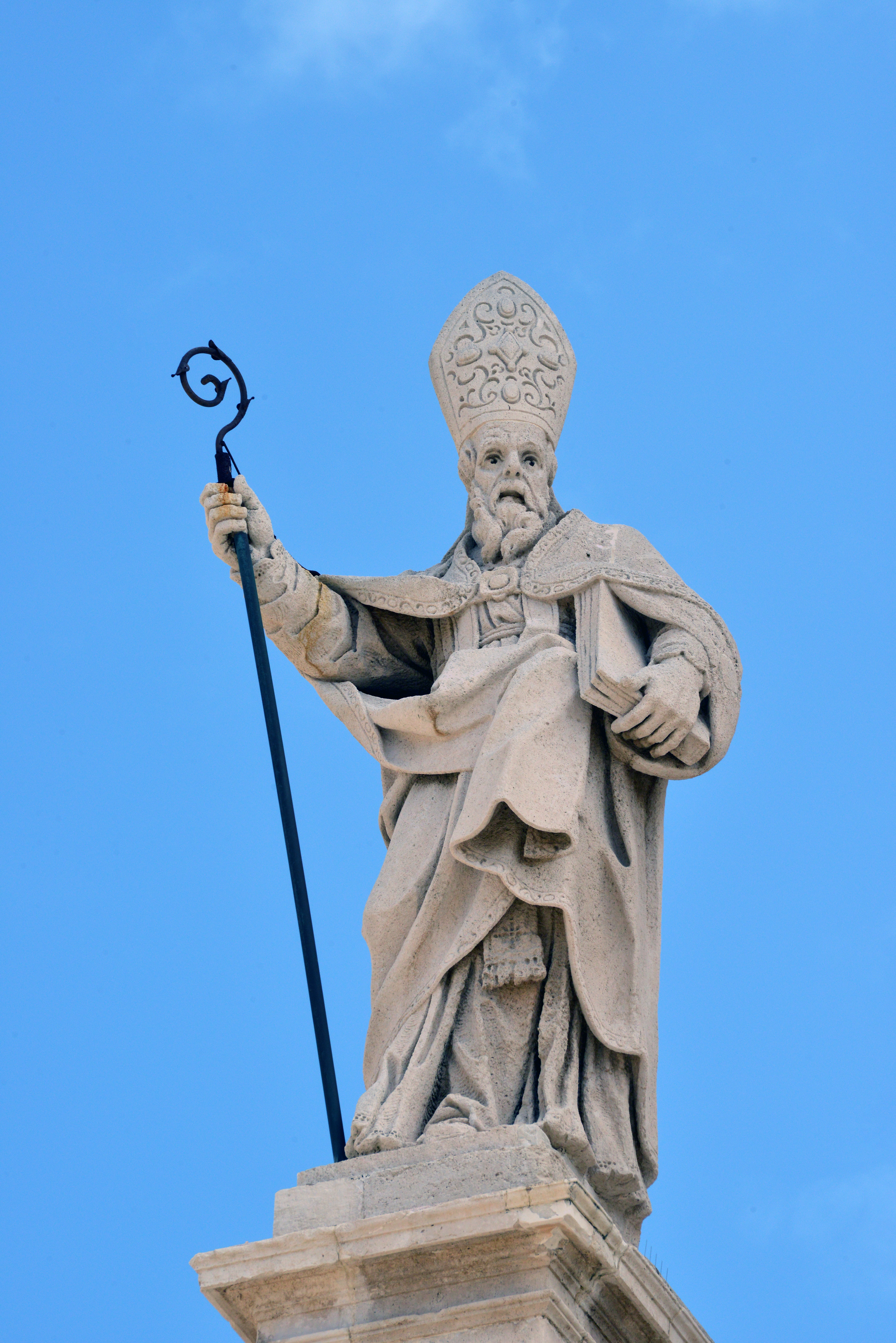
San Marziano, Duomo di Siracusa.

#### Bagheria
- XVIII secolo, Statue, manufatti marmorei di coronamento all'attico di Villa Valguarnera.
- XVIII secolo, Abbondanza, fontana marmorea, manufatto proveniente dal parco della Certosa di Palazzo Butera - Banciforti e trasferito dinanzi al prospetto di Villa Comitini-Trabia.

#### Chiusa Sclafani
- XVIII secolo, Altari, manufatti in alabastro, opere realizzate nella chiesa di Santa Caterina.
- XVIII secolo, Santissimo Crocifisso, statua lignea, opera custodita nella chiesa di Santa Caterina.

#### Monreale
- 1753 - 1754, Prototipi, modelli preparatori in terracotta delle statue destinate al duomo aretuseo comprendenti le figure di Santa Lucia, San Marziano, San Pietro, San Paoloe una Immacolata Concezione, quest'ultima andata poi distrutta. Le opere furono trasferite dal committente, vescovo Francesco Testa, nel Museo diocesano del palazzo arcivescovile.
- 1767, Fontana del Drago, manufatto marmoreo collocato sulla strada panoramica.
- 1768, Fontana del Pescatore, manufatto marmoreo collocato sulla strada panoramica.
- 1773, Sarcofago, sculture marmoree costituenti il monumento funebre con statua raffigurante l'arcivescovo Francesco Testa, realizzate su incarico di re Ferdinando III di Borbone, opera collocata nella Cappella di San Benedetto della cattedrale di Santa Maria Nuova.
- 1776, Gloria di San Benedetto, pala d'altare marmorea in altorilievo, opera presente nella Cappella di San Benedetto della cattedrale di Santa Maria Nuova.[3]
- XVIII secolo, Giacomo Bonanno, monumento funebre comprendente la figura in marmo dell'arcivescovo in posizione genuflessa, opera presente nella Cappella di San Benedetto della cattedrale di Santa Maria Nuova.

#### Palermo

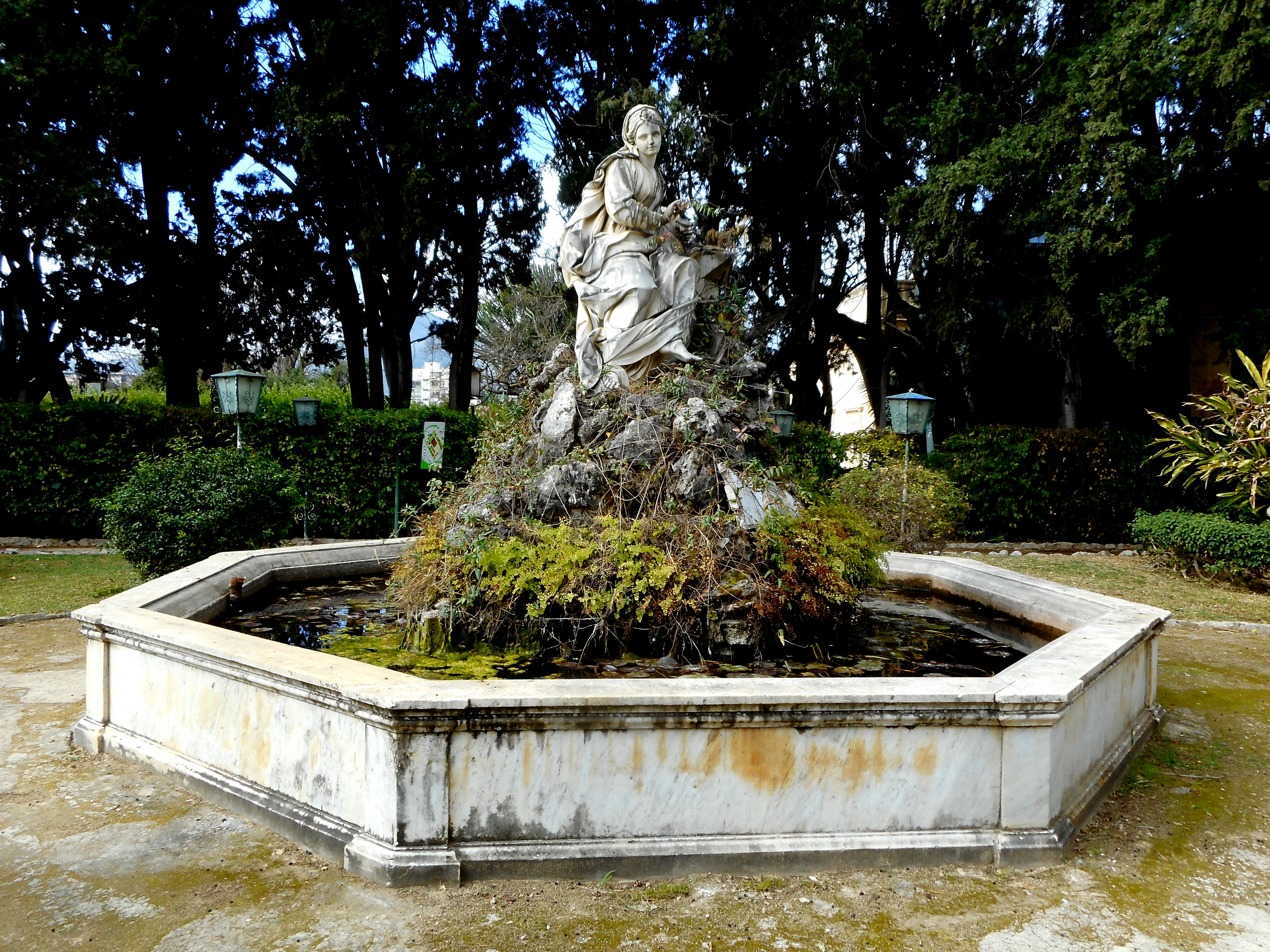
Fontana della Musica a Villa Castelnuovo

XVIII secolo, Statue e medaglioni, manufatti marmorei di abbellimento dello scalone di Palazzo Valguarnera-Gangi.
- 1754, Mausoleo, manufatto marmoreo commissionato per Eustachio di Laviefuille, viceré di Sicilia, opera custodita nella chiesa di Santa Maria della Pace dell'Ordine dei frati minori cappuccini.[4]
- 1754, Urna funeraria e medaglione, manufatto marmoreo, contenente il cuore di Eustachio di Laviefuille viceré di Sicilia, opera presente nella Cappella del Santissimo Crocifisso della chiesa di Casa Professa.[5]
- 1755, Fonte battesimale, disegno e progettazione, opera realizzata da Filippo Pennino presente nella chiesa di Sant'Antonio Abate.
- 1758 e 1759, Busti, manufatti marmorei raffiguranti Niccolò e Carlo di Napoli, opere documentate nella Cappella Senatoria della chiesa di San Francesco d'Assisi.
- 1760, Religione e Vittoria della Religione, statue marmoree, in seguito all'espulsione della Compagnia di Gesù nel 1767 furono confiscate e riconvertite nelle figure dell'Abbondanza e della Gloria, opere collocate in prossimità della Fontana del Genio a Villa Giulia.
- 1763, San Luigi Gonzaga in Gloria, pala d'altare marmorea in altorilievo, opera presente nella cappella eponima della chiesa del Gesù.[3][6][7]
- 1764, Medaglione, manufatto marmoreo raffigurante Carlo Filippo Cottone, principe di Castelnuovo, opera custodita nella chiesa di Santa Maria della Pace dell'Ordine dei frati minori cappuccini.
- 1771c., Mausolei, monumenti funebri e manufatti marmorei, sepolcri di Michele Scavo, vescovo di Mazara del Vallo † 1771, e del fratello Domenico Scavo, canonico della cattedrale. Opere documentate nella chiesa di San Giuliano[8] e trasferite nella chiesa di San Domenico.
- 1775, Cornice, manufatto marmoreo raffigurante la Gloria di angeli delimitante il quadro Maria Vergine e San Filippo Neri del pittore Pietro Martorana, opera custodita nell'Oratorio di San Filippo Neri.[9]
- 1780c., Scudo, manufatto marmoreo recante le armi gentilizie di Giovanni Fogliani Sforza d'Aragona, marchese di Pellegrino e viceré di Sicilia, opera documentata presso il Palazzo Pretorio.
- XVIII secolo, Sant'Ambrogio, San Gregorio Magno, Sant'Agostino e San Gerolamo, altorilievi marmorei, opere presenti nella chiesa di San Matteo al Cassaro.
- XVIII secolo, Acquasantiera, manufatto marmoreo, opera presente nella chiesa di San Giuseppe dei Teatini.[10]
- 1781, Maria Vergine, San Giovanni, Maddalena e l'Eterno, altorilievi marmorei, opere presenti nella Cappella del Santissimo Crocifisso della chiesa di Santa Teresa alla Kalsa.
- 1781, Ciclo, bassorilievi marmorei, opere presenti nell'altare maggiore della chiesa di Santa Maria degli Agonizzanti.[11]
- 1781c., Medaglione, manufatto marmoreo raffigurante Giuseppe e Giovan Battista Paternò Asmundo, marchesi di Sessa, opera custodita nella chiesa di Santa Maria della Pace dell'Ordine dei frati minori cappuccini.
- XVIII secolo, Fontana del Cavallo Marino, manufatto marmoreo, opera commissionata per il giardino di Palazzo Ajutamicristo e in seguito trasferita in piazza Santo Spirito.
- 1778, Fontana del Genio, manufatto marmoreo, opera collocata a Villa Giulia.[12]
- XVIII secolo, Fontana della Musica, manufatto marmoreo, opera documentata nel giardino di Villa Castelnuovo.[13]
- 1781, Fontana, manufatto marmoreo con statua raffigurante San Domenico, opera documentata nel chiostro del monastero di Santa Caterina al Cassero.
- 1790, Statua, scultura marmorea raffigurante il sovrano borbonico Ferdinando III di Sicilia. Opera abbattuta nel 1820, assieme alle raffigurazioni di Carlo II, Filippo V, Carlo III di Lorenzo Marabitti, costituiva l'arredo urbano del "Foro Borbonico", attuale Foro Italico.[14]
- 1791 e 1792, Medaglione, manufatto marmoreo raffigurante Gaetano Cottone e Onofrio Ardizzone, opera custodita nella chiesa di Santa Maria della Pace dell'Ordine dei frati minori cappuccini.
- XVIII secolo, Stemma, manufatto marmoreo recante il blasone e le armi della famiglia Belmonte, opera documentata nel prospetto del Palazzo Belmonte Riso.[15]
- XVIII secolo, San Pietro Apostolo, statua marmorea, opera custodita nella chiesa di Sant'Ignazio all'Olivella.
- XVIII secolo, San Paolo Apostolo, statua marmorea, opera custodita nella chiesa di Sant'Ignazio all'Olivella.
- XVIII secolo, Flagellazione alla colonna del Redentore Gesù Cristo, Viaggio al Calvario, Gesù Cristo morto nel paliotto, quadroni marmorei in altorilievo, opere documentate nella Cappella dell'Ecce Homo della chiesa di San Francesco d'Assisi.[16]
- XVIII secolo, Ritratto, bassorilievo marmoreo raffigurante Gabriele Lancellotto Castelli, principe di Torremuzza e regio deputato, opera documentata nell'antilibreria del Collegio Massimo.[17]
- XVIII secolo, Statua, scultura marmorea raffigurante un angelo con scudo recante la dicitura CHARITAS, opera documentata nel transetto della chiesa di San Francesco di Paola.[18]
- XVIII secolo, Busto, manufatto marmoreo raffigurante Alessandro Vanni, principe di San Vincenzo, opera custodita nella Biblioteca Comunale.
- 1780c., Decorazioni, sculture documentate presso il Palazzo dei Ventimiglia, marchesi di Geraci.

#### San Martino delle Scale
- Basilica abbaziale di San Martino delle Scale:
  - 1782, Fontana dell'Oreto, manufatto marmoreo, opera collocata in uno dei chiostri.[19]
  - 1786, San Martino e il povero, statua equestre, manufatto marmoreo collocato dinanzi al prospetto del monastero.[19]

### Provincia di Ragusa
- XVIII secolo, Stalli, opere presenti nella basilica di Santa Maria La Nova di Chiaramonte Gulfi.
- 1753, Sepolcro, manufatto marmoreo, monumento funebre del principe Baldassarre V Naselli, opera presente nel duomo di Santa Maria delle Stelle di Comiso.

### Provincia di Siracusa

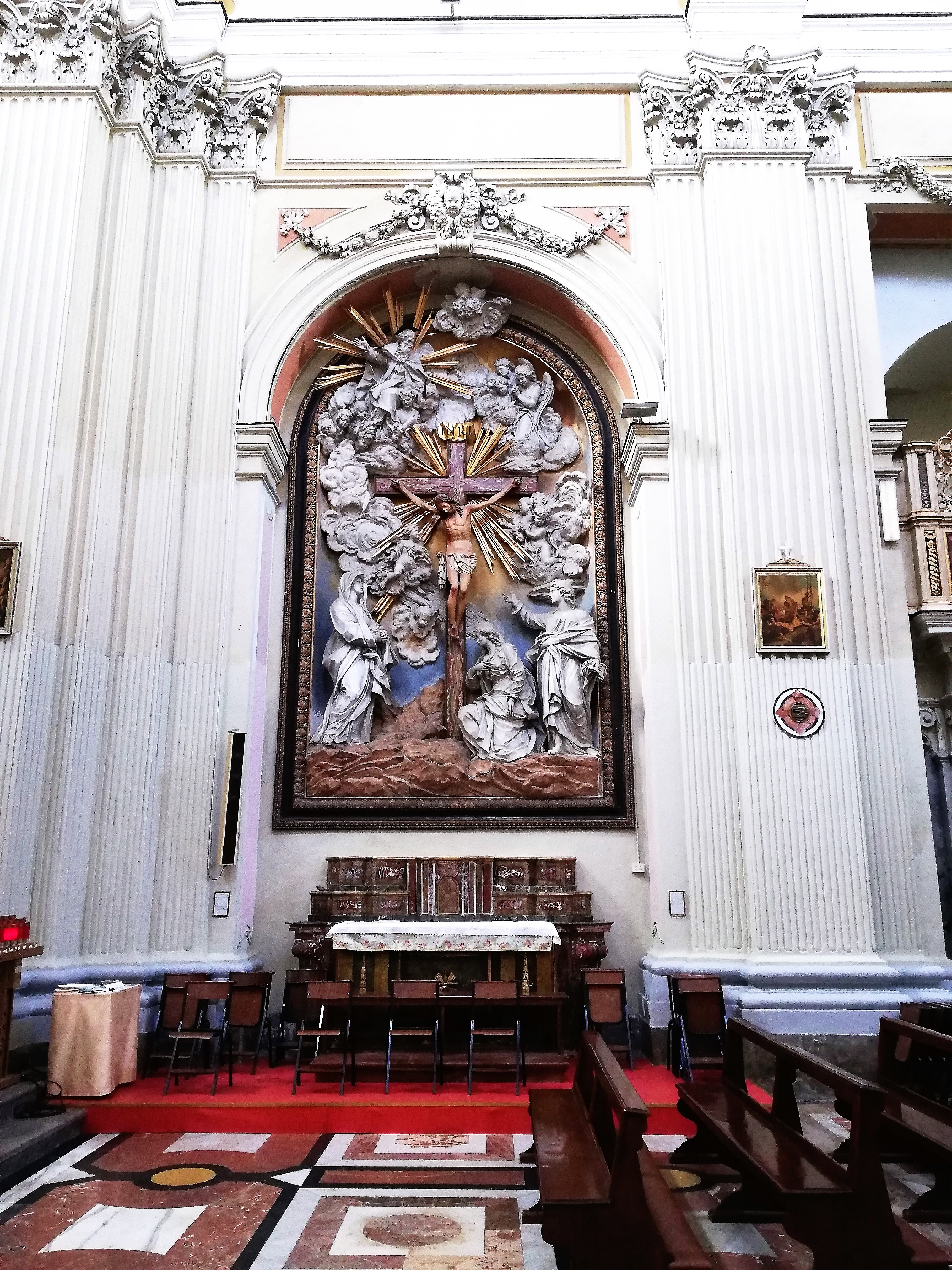
Cappella del Santissimo Crocifisso, chiesa di Santa Teresa alla Kalsa.

#### Melilli
- XVIII secolo, Paliotto d'altare raffigurante la Pia vedova Irene che medica San Sebastiano ferito, manufatto marmoreo, opera presente nell'altare maggiore della basilica di San Sebastiano.
- XVIII secolo, Fede e Fortezza collocate sul timpano dell'altare maggiore della basilica di San Sebastiano.

#### Siracusa
- 1746, Balaustra e pavimento, manufatti marmorei, opere presenti Cappella del Santissimo Sacramento o Cappella Torres della cattedrale metropolitana della Natività di Maria Santissima.
- 1757, Decorazioni e rilievi, statue marmoree raffiguranti la Vergine Maria, Santa Lucia, San Marziano, San Pietro e San Paolo, opere presenti nella cattedrale metropolitana della Natività di Maria Santissima.
- 1746 - 1754, Cappella di Sant'Ignazio e Cappella del Sacramento (balaustra), manufatti marmorei, opere presenti nella chiesa di San Giuseppe e Sant'Ignazio di Loyola del Collegio dei Gesuiti.
- 1756, Sant'Ignazio di Loyola, statua marmorea, opera presente sull'altare eponimo della chiesa di San Giuseppe e Sant'Ignazio di Loyola del Collegio dei Gesuiti.

### Provincia di Trapani

#### Mazara del Vallo
- XVIII secolo, Christus Patiens o Christus Dolens, manufatto in alabastro carnicino, opera proveniente dalla Cappella del Santissimo Crocifisso della basilica cattedrale del Santissimo Salvatore e custodita nel Museo diocesano «Vito Ballatore».
- XVIII secolo, Sant'Ignazio in estasi orante, opera proveniente dalla chiesa di Sant'Ignazio, oggi custodita nel Museo diocesano «Vito Ballatore».
- 1771, Statua di San Vito, manufatto marmoreo, opera collocata in Piazza della Repubblica.

#### Trapani
- 1766, Immacolata Concezione, pala d'altare marmorea in altorilievo recante l'iscrizione "IGNATIUS MARABITTI PAN. INV. ET SCULP. ANNO MDCCLXVI.", opera presente nella chiesa del Collegio dei Gesuiti sotto il titolo dell'«Immacolata Concezione della Vergine».[3][20][21]

## Galleria d'immagini

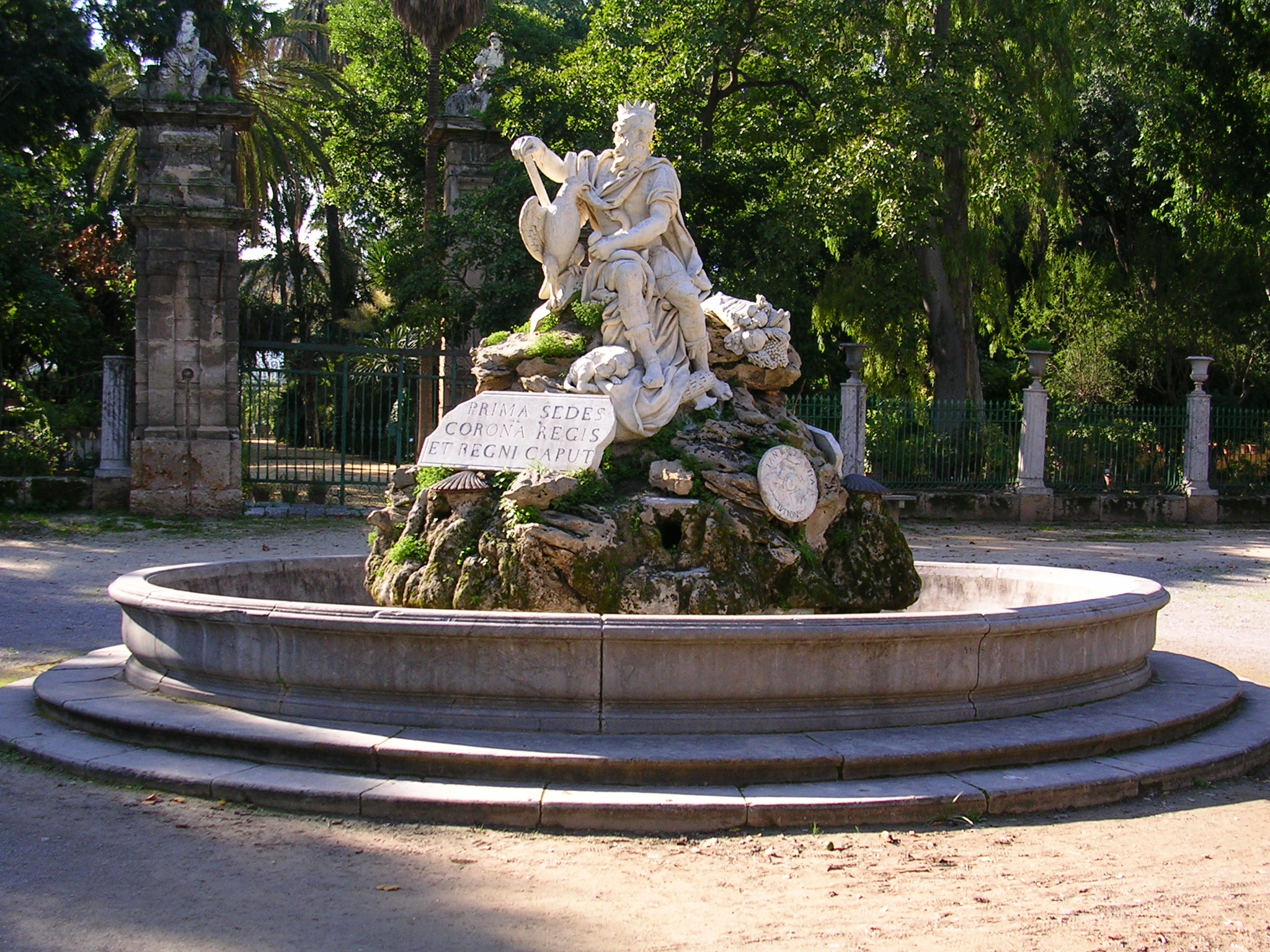
Fontana del Genio a Villa Giulia
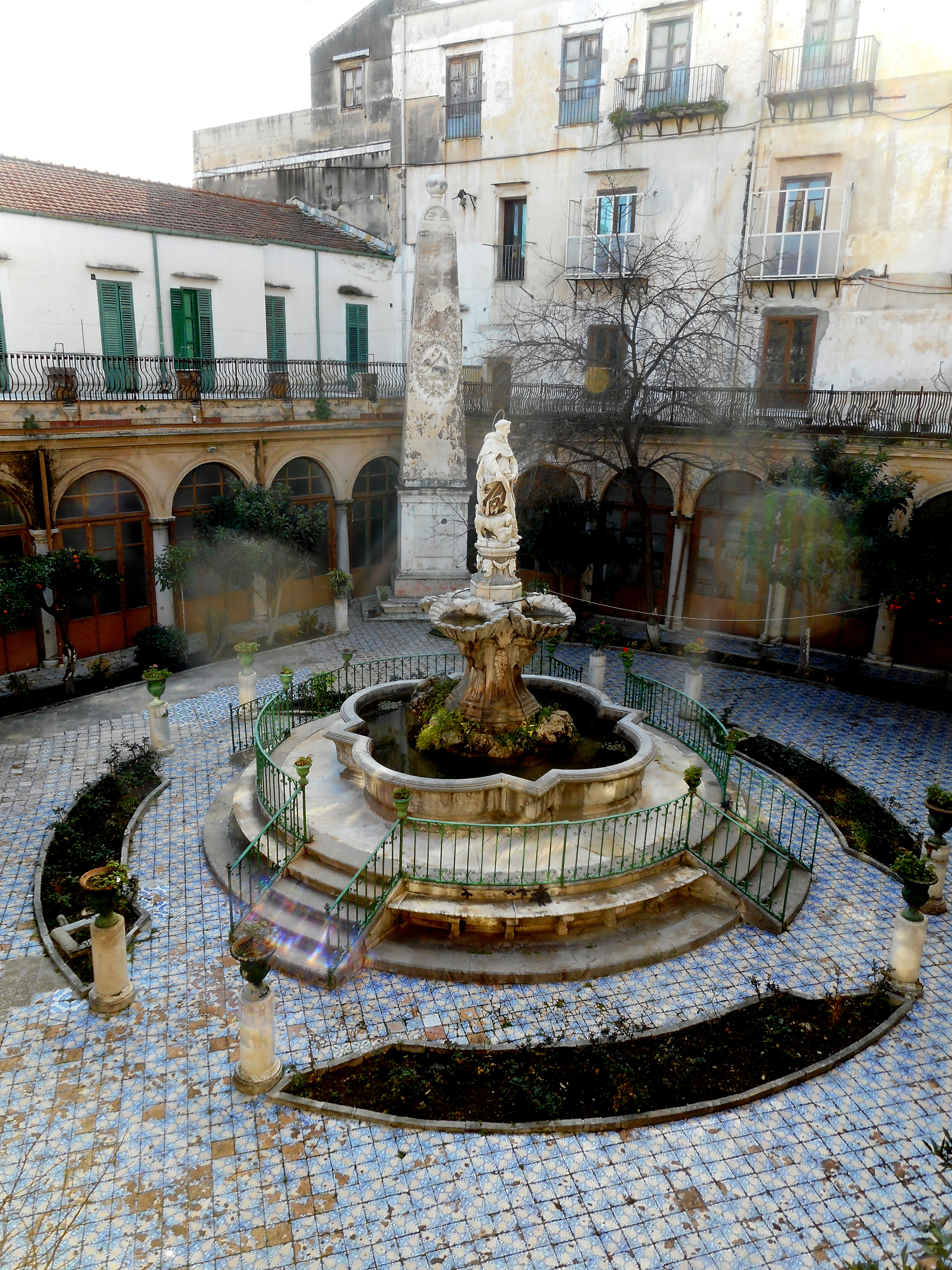
San Domenico, fontana monastero di Santa Caterina
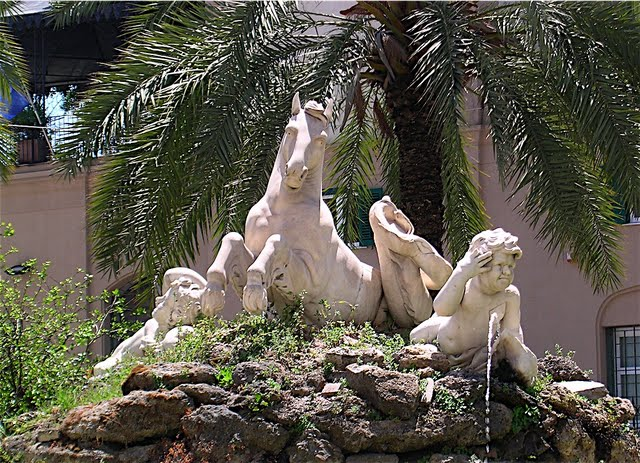
Fontana del Cavallo Marino